# Armeense Gampr
De Armeense Gampr (Armeens: գամփռ gamp'ṙ ) is een Armeens ras van kuddewaak- en herdershond afkomstig uit de Armeense Hooglanden. Het ras behoort tot de Ovcharka-groep van veedrijvershonden, die overal in de Zuidelijke Kaukasus te vinden zijn. Het ras wordt niet erkend door de Fédération Cynologique Internationale (FCI) of door enige andere grote kennelclub.

## Geschiedenis

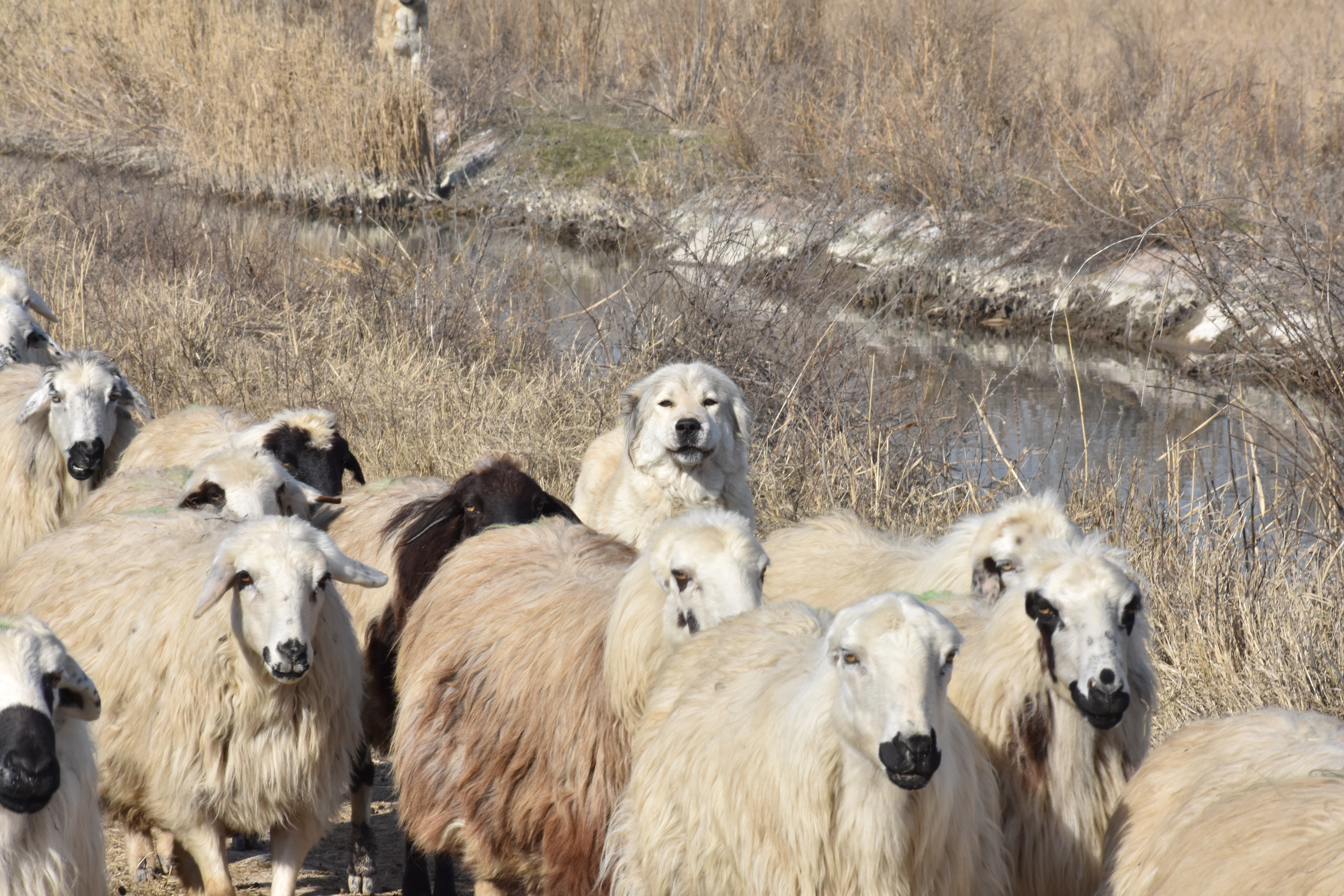
Een jonge Gampr-hond die een kudde schapen in de buurt van de Armash-visvijvers bewaakt

De Armeense hond komt ook voor in de Armeense mythologie onder de naam 'Aralez'.
De Gampr is de traditionele kuddebeschermingshond van Armenië. Vanaf de jaren twintig, toen Armenië onder de controle van de Sovjet-Unie kwam, werden grote aantallen honden naar Rusland gebracht, waar ze een cruciale rol speelden in de ontwikkeling van de Kaukasische herdershond. Een paar werden rond dezelfde tijd naar de Verenigde Staten geëxporteerd.
Na de onafhankelijkheid van Armenië in 1991 kreeg de hond een nieuwe betekenis als nationaal erfgoed . De eerste rasstandaard werd opgesteld in de jaren negentig en in 2011 werd het ras erkend door de International Kennel Union, een organisatie gevestigd in Moskou.
In Armenië worden Gampr-honden gefokt door "Gampr", Tiknapah ", Aralez" en "Aspar" Clubs, evenals "Amasia" Kennel die het fokken voortzetten om het fenotype en de werkeigenschappen van Gampr-honden te behouden.

## Kenmerken
De Gampr is een grote en krachtige hond, weegt zo'n 50 kg en staat minstens 60 cm op de schoft, met het gebruikelijke seksuele dimorfisme - reuen zijn iets groter en zwaarder dan teven. De vacht kan elke kleur hebben; ze kan kort of lang zijn en heeft altijd een zachte ondervacht.

## Gebruik

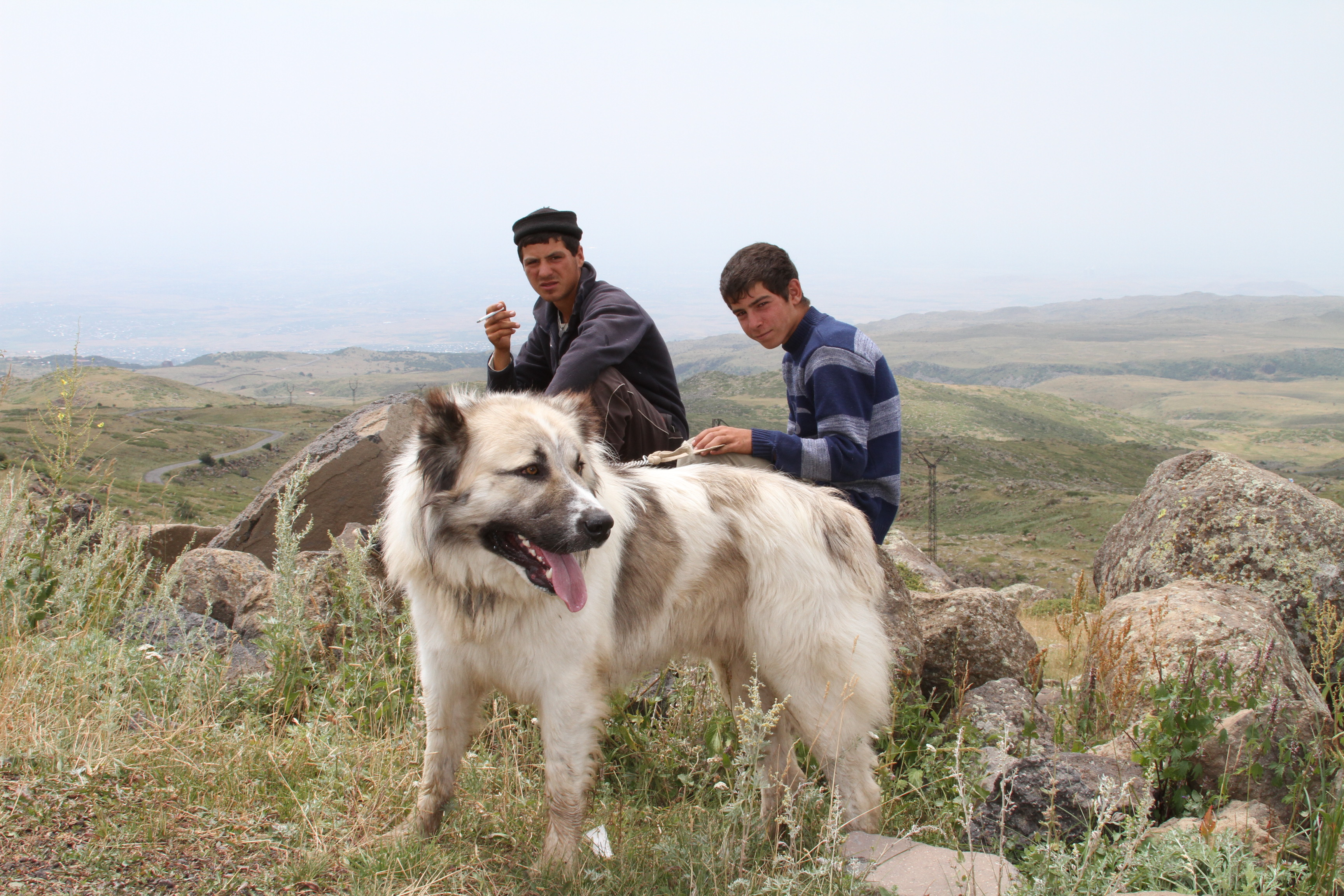
Een typische hond

Het belangrijkste traditionele gebruik van de Gampr was als kuddewaakhond, die kuddes schapen en geiten beschermde tegen aanvallen - met name door wolven - op de hooggelegen weiden in bergachtige streken van Armenië. Hoewel het hoeden van schapen in het land sinds de onafhankelijkheid is afgenomen, blijven wolven de kuddes bedreigen; in 2006 waren hiervoor nog zo'n 2000 honden in gebruik. Ze kunnen ook worden gebruikt om mensen en eigendommen te bewaken, een ander traditioneel gebruik.